# Браунвілл (Нью-Джерсі)
Браунвілл (англ. Brownville) — переписна місцевість (CDP) в США, в окрузі Міддлсекс штату Нью-Джерсі. Населення — 2746 осіб (2020).

## Географія
Браунвілл розташований за координатами 40°23′58″ пн. ш. 74°17′44″ зх. д. / 40.39944° пн. ш. 74.29556° зх. д. (40.399361, -74.295550).  За даними Бюро перепису населення США в 2010 році переписна місцевість мала площу 2,60 км², з яких 2,59 км² — суходіл та 0,00 км² — водойми.

## Демографія
Згідно з переписом 2010 року, у переписній місцевості мешкали 2383 особи в 1000 домогосподарствах у складі 659 родин. Густота населення становила 917 осіб/км².  Було 1028 помешкань (396/км²).
Расовий склад населення:
| - 80,2 % — білих - 10,1 % — азіатів - 5,0 % — чорних або афроамериканців - 0,1 % — вихідців з тихоокеанських островів - 2,0 % — осіб інших рас |

До двох чи більше рас належало 2,6 %. Частка іспаномовних становила 11,2 % від усіх жителів.
За віковим діапазоном населення розподілялося таким чином: 19,8 % — особи молодші 18 років, 67,8 % — особи у віці 18—64 років, 12,4 % — особи у віці 65 років та старші. Медіана віку мешканця становила 41,7 року. На 100 осіб жіночої статі у переписній місцевості припадало 78,6 чоловіків;  на 100 жінок у віці від 18 років та старших — 74,3 чоловіків також старших 18 років.
Середній дохід на одне домашнє господарство  становив 105 290 доларів США (медіана — 86 818), а середній дохід на одну сім'ю — 116 554 долари (медіана — 108 086). За межею бідності перебувало 2,8 % осіб, у тому числі 5,9 % дітей у віці до 18 років та 3,4 % осіб у віці 65 років та старших.
Цивільне працевлаштоване населення становило 1482 особи. Основні галузі зайнятості: освіта, охорона здоров'я та соціальна допомога — 25,9 %, фінанси, страхування та нерухомість — 13,4 %, науковці, спеціалісти, менеджери — 9,2 %, роздрібна торгівля — 8,5 %.